# Milan Foot-Ball and Cricket Club 1910-1911
Questa voce raccoglie le informazioni riguardanti il Milan Foot-Ball and Cricket Club nelle competizioni ufficiali della stagione 1910-1911.

## Stagione

Louis Van Hege, al Milan dal 1910 al 1915.

In questa stagione è cambiata nuovamente l'organizzazione del campionato. Sono predisposti due gironi, uno ligure-lombardo-piemontese, a cui prende parte il Milan insieme alle compagini più forti, e uno veneto-emiliano. Buona la stagione dei rossoneri, che contendono il primato del girone con la Pro Vercelli.
A causa di alcune inaspettate sconfitte casalinghe il Milan arriva secondo non qualificandosi alla fase successiva. Da segnalare il bomber belga Louis Van Hege, capocannoniere del campionato con 19 reti e prolifico attaccante rossonero per cinque stagioni.

## Divise
| Casa | Trasferta |

## Organigramma societario
Area direttiva
- Presidente: Piero Pirelli
- Vice presidente: Gilberto Porro Lambertenghi
- Segretario: Luigi Bianco

Area tecnica
- Direttore sportivo: Giannino Camperio
- Allenatore: Giannino Camperio

## Rosa
| N. |                      | Ruolo | Calciatore        |
| -- | -------------------- | ----- | ----------------- |
|    | Italia (bandiera)    | P     | Luigi Barbieri    |
|    | Italia (bandiera)    | D     | Renzo De Vecchi   |
|    | Italia (bandiera)    | D     | Guido Moda        |
|    | Belgio (bandiera)    | D     | Roger Piérard     |
|    | Italia (bandiera)    | D     | Marco Sala        |
|    | Italia (bandiera)    | C     | Alessandro Bovati |
|    | Italia (bandiera)    | C     | Attilio Colombo   |
|    | Italia (bandiera)    | C     | Giulio Ermolli    |
|    | Argentina (bandiera) | C     | Cesare Lovati     |
|    | Italia (bandiera)    | C     | Gian Guido Piazza |

| N. |                    | Ruolo | Calciatore            |
| -- | ------------------ | ----- | --------------------- |
|    | Italia (bandiera)  | C     | Giuseppe Rizzi        |
|    | Italia (bandiera)  | C     | Alessandro Scarioni   |
|    | Belgio (bandiera)  | C     | Max Tobias (capitano) |
|    | Italia (bandiera)  | C     | Attilio Trerè         |
|    | Uruguay (bandiera) | A     | Julio Bavastro        |
|    | Italia (bandiera)  | A     | Franco Bontadini      |
|    | Italia (bandiera)  | A     | Gustavo Carrer        |
|    | Italia (bandiera)  | A     | Aldo Cevenini         |
|    | Italia (bandiera)  | A     | Pietro Lana           |
|    | Belgio (bandiera)  | A     | Louis Van Hege        |

## Risultati

### Prima Categoria

#### Girone di andata
| Arbitro: | Bertinetti (Vercelli) |

|  |           |                              |
|  | Marcatori | 26’, 37’ Van Hege 65’ Tobias |

| Arbitro: | Malvano (Torino) |

|  |           |   |
|  | Marcatori | . |

| 11 dicembre 1910 3ª giornata |  | - – - |  |  |

| Arbitro: | G.Gama (Milano) |

|                                             |           |                                                                                          |
| Varisco ?’ Morbelli 77’ Bojocchi 89’ (rig.) | Marcatori | 1’ (aut.) Boldorini 18’ Tobias 32’, 83’ Cevenini I 38’ (rig.) Van Hege 68’ Bontadini III |

| Arbitro: | G.Gama (Milano) |

|                                                    |           |            |
| Tobias 5’ (rig.), ?’ Van Hege 17’, 25’, ?’, ?’, ?’ | Marcatori | ?’ Bigatto |

| Arbitro: | Magni (Milano) |

|          |           |                                                     |
| Sardi ?’ | Marcatori | ?’, ?’, ?’, ?’ Van Hege ?’, ?’ Tobias ?’ Cevenini I |

| Arbitro: | Magni (Milano) |

|                                                |           |                              |
| Tobias ?’, ?’ Cevenini I ?’ Rizzi ?’ Carrer ?’ | Marcatori | ?’ Bachmann I ?’ Bachmann II |

| Arbitro: | Pasteur I (Genova) |

|  |           |                             |
|  | Marcatori | 17’ Van Hege 85’ Cevenini I |

| Arbitro: | Meazza (Milano) |

|  |           |                         |
|  | Marcatori | 64’ Tobias 77’ Van Hege |

#### Girone di ritorno
| Arbitro: | Magni (Milano) |

|                          |           |  |
| Van Hege 22’, 83’ (rig.) | Marcatori |  |

| Arbitro: | Meazza (Milano) |

|           |           |  |
| Valle 55’ | Marcatori |  |

| 26 febbraio 1911 12ª giornata |  | - – - |  |  |

| Arbitro: | G.Colombo (Milano) |

|  |           |                        |
|  | Marcatori | 20’ Morbelli 42’ Verga |

| Torino 12 marzo 1911 14ª giornata | Piemonte         | 0 – 0 | Milan | \| Arbitro: \| Malvano (Torino) \| |
| Arbitro:                          | Malvano (Torino) |       |       |                                    |

| Arbitro: | G.Gama (Milano) |

|  |           |                     |
|  | Marcatori | 1’ (aut.) De Vecchi |

| Arbitro: | Goodley (Torino) |

|                                                                     |           |         |
| Capello ?’ Bachmann I ?’ Bachmann II ?’ Trerè II ?’ (aut.) Capra ?’ | Marcatori | ?’ Lana |

| Arbitro: | Magni (Milano) |

|                                |           |  |
| Van Hege ?’ Cevenini I ?’, 71’ | Marcatori |  |

| Arbitro: | Magni (Milano) |

|                                                        |           |                                  |
| Tobias ?’, ?’ (rig.) Van Hege ?’, ?’ Carrer ?’ Lana ?’ | Marcatori | ?’, ?’ Engler ?’ (aut.) Trerè II |

## Statistiche

### Statistiche di squadra
| Competizione    | Punti | In casa | In casa | In casa | In casa | In casa | In casa | In trasferta | In trasferta | In trasferta | In trasferta | In trasferta | In trasferta | Totale | Totale | Totale | Totale | Totale | Totale | DR  |
| Competizione    | Punti | G       | V       | N       | P       | Gf      | Gs      | G            | V            | N            | P            | Gf           | Gs           | G      | V      | N      | P      | Gf     | Gs     | DR  |
| --------------- | ----- | ------- | ------- | ------- | ------- | ------- | ------- | ------------ | ------------ | ------------ | ------------ | ------------ | ------------ | ------ | ------ | ------ | ------ | ------ | ------ | --- |
| Prima Categoria | 22    | 8       | 5       | 1       | 2       | 23      | 9       | 8            | 5            | 1            | 2            | 21           | 10           | 16     | 10     | 2      | 4      | 44     | 19     | +25 |

### Statistiche dei giocatori
| Giocatore    | Prima Categoria | Prima Categoria |
| Giocatore    | Presenze        | Reti            |
| ------------ | --------------- | --------------- |
| L. Barbieri  | 16              | -19             |
| J. Bavastro  | 7               | 0               |
| F. Bontadini | 7               | 1               |
| A. Bovati    | 2               | 0               |
| G. Carrer    | 9               | 2               |
| A. Cevenini  | 12              | 7               |
| A. Colombo   | 6               | 0               |
| R. De Vecchi | 16              | 0               |
| G. Ermolli   | 1               | 0               |
| P. Lana      | 15              | 2               |
| C. Lovati    | 2               | 0               |
| G. Moda      | 5               | 0               |
| G. G. Piazza | 1               | 0               |
| R. Piérard   | 0               | 0               |
| G. Rizzi     | 14              | 1               |
| M. Sala      | 8               | 0               |
| A. Scarioni  | 15              | 0               |
| M. Tobias    | 16              | 11              |
| A. Trerè     | 8               | 0               |
| L. Van Hege  | 16              | 19              |